# Wakacje, wakacje i po wakacjach Franklinie
Wakacje, wakacje i po wakacjach, Franklinie (ang. Back to school with Franklin, 2002) – kanadyjsko-francusko-amerykański film animowany, opowiadający o rezolutnym żółwiu imieniem Franklin i jego przygodach. Jest to filmowa kontynuacja serialu dla dzieci – Witaj, Franklin. Film jest kontynuacją filmów z serii Franklin. Franklin i Zielony Rycerz (2000), Franklin i skarb jeziora, (2006) oraz Czarodziejskie święta Franklina (2001).

## Fabuła
Franklin jest nieszczęśliwy z powodu zakończenia szkoły, natomiast jego młodsza siostra cieszy się, że po wakacjach pójdzie do szkoły.

## Wersja polska
W Polsce film został wydany na DVD. Dystrybucja: SDT Film.
Opracowanie: Telewizja Polska Agencja Filmowa

Reżyseria: Andrzej Bogusz

Tłumaczenie i dialogi: Katarzyna Precigs

Dźwięk: Jakub Milencki

Montaż: Zofia Dmoch

Kierownik produkcji: Monika Wojtysiak

Teksty piosenek: Krzysztof Rześniowiecki

Opracowanie muzyczne: Eugeniusz Majchrzak

Wystąpili:
- Agnieszka Kunikowska – Franklin
- Ewa Wawrzoń
- Józef Mika – Bóbr
- Artur Kaczmarski – Miś
- Joanna Orzeszkowska – Mama
- Rafał Żabiński – Tata
- Krystyna Kozanecka – Gąska
- Jolanta Wilk – Ślimak
- Elżbieta Kijowska – Pani Sowa
- Barbara Sołtysik
- Iwona Rulewicz
- Elżbieta Bednarek – Borsuk
- Krzysztof Strużycki – Lis
- Tomasz Bednarek – Skunks

i inni
Piosenkę tytułową śpiewała: Danuta Stankiewicz